# 第93步兵师 (德国国防军)
第93步兵师（德语：93. Infanterie-Division）是1939年秋季成立的德国步兵师。该师在第二次世界大战中参加了法国战役和苏德战争。它最终于1945年3月在保卫东普鲁士时被苏联红军摧毁。
1940年春夏时节，该师驻扎在萨尔布吕肯的马奇诺防线附近。1940年6月15日，该师在萨尔布吕肯南部发起进攻，突破法国的防线，继续跨越塞耶河和默爾特河，向南延伸至摩澤爾河地区。它在南锡和埃皮纳勒地区之间被合并，并于6月25日停止攻击。